# Izgubljeno blago (1996.)
Izgubljeno blago, hrvatski dugometražni film iz 1996. godine.